# Bradycassis
Bradycassis es un género de escarabajos de la familia Chrysomelidae. En 1952 Spaeth describió el género. Contiene las siguientes especies:
- Bradycassis agroiconotoides Borowiec, 2005
- Bradycassis drewseni (Boheman, 1855)
- Bradycassis matogrossoensis Swietojanska & Borowiec, 1996
- Bradycassis succosa (Spaeth, 1926)